# Joseba del Olmo
Joseba del Olmo García (Barakaldo, 20 giugno 1981) è un ex calciatore spagnolo, di ruolo attaccante.